# Rhamphomyia pilostibia
Rhamphomyia pilostibia är en tvåvingeart som beskrevs av Bartak och Kubik 2009. Rhamphomyia pilostibia ingår i släktet Rhamphomyia och familjen dansflugor. Inga underarter finns listade i Catalogue of Life.